# Point after Touchdown

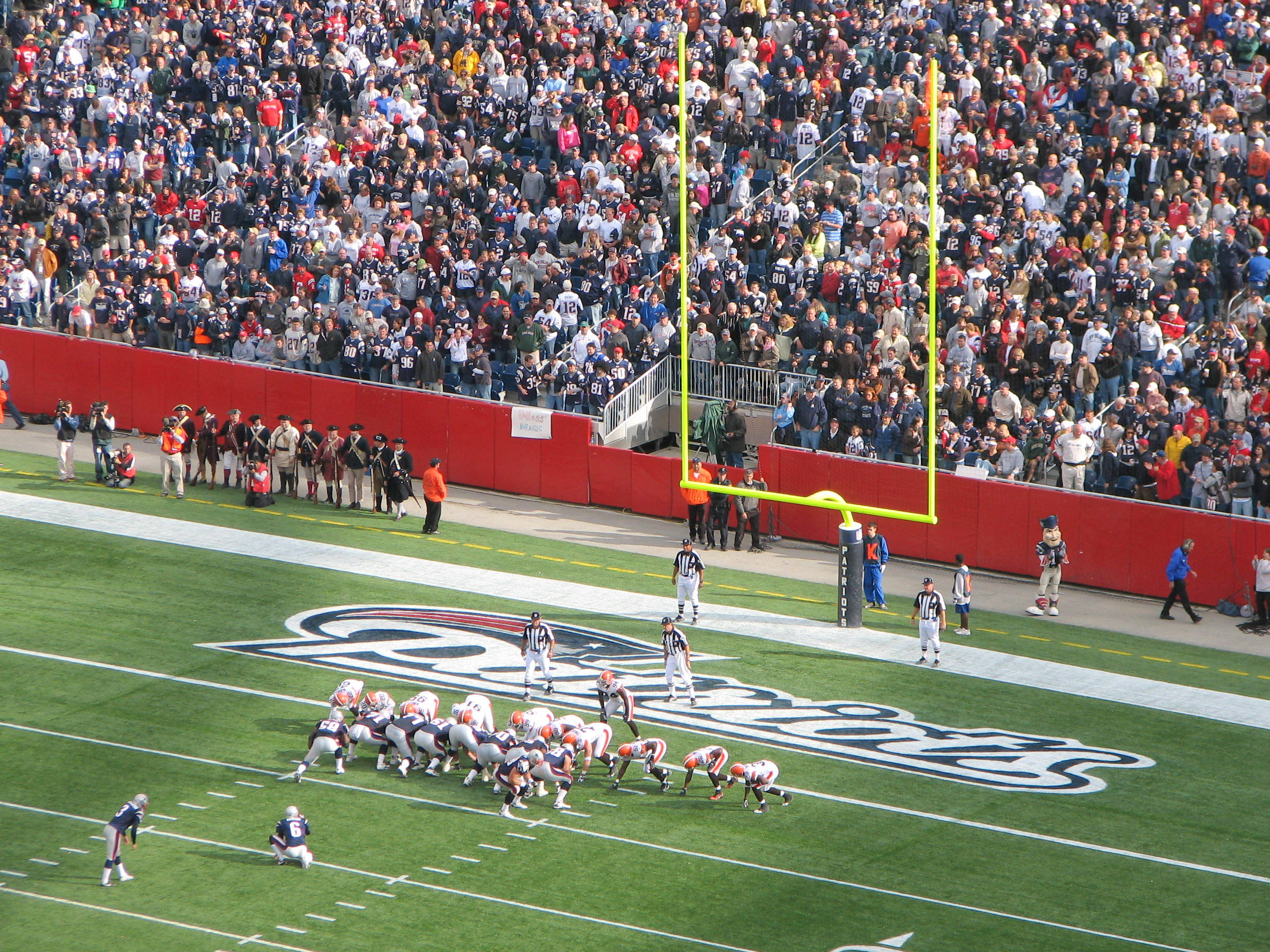
Typische Aufstellung beider Teams beim Versuch einen Extrapunkt zu erzielen

Der Point after Touchdown (PAT) (im Englischen auch Conversion, Try, oder auf Deutsch Extrapunkt(e) genannt) ist ein Spielzug im American Football bzw. Canadian Football. Dabei versucht man nach einem Touchdown einen bzw. zwei Extrapunkte zu erzielen. Dabei wird die Line of Scrimmage nahe an die gegnerische Endzone gelegt, wobei die genaue Distanz je nach Liga variiert. Der Point after Touchdown ist bereits seit den Anfängen des American Footballs vorhanden, als sich diese Sportart aus dem Rugby herausentwickelte.

## Offensive Punktgewinne

### Extrapunkt
Durch einen erfolgreichen Extrapunkt erlangt man zu den durch einen Touchdown bereits erspielten sechs Punkten noch einmal einen zusätzlichen Punkt. Bei dieser Variante wird der Ball vom Kicker wie bei einem Field Goal durch die Goalposts hindurch gekickt. Diese Variante führt meist zu einem sicheren Punktgewinn und wird deswegen in der Regel angewandt. In der National Football League wurde der Football bis zur Saison 2014 an die gegnerische 2-Yards-Linie gelegt, seit 2015 gilt die 15-Yards-Linie. Im College Football wird die 3-Yards-Linie benutzt, im Canadian Football die 5-Yards-Linie. Die European League of Football folgt der NFL-Regel während die German Football League den College Regeln folgt.

### Two-Point Conversion
Bei einer erfolgreichen Two-Point Conversion erlangt das ausführende Team, wie der Name bereits andeutet, zwei Zusatzpunkte. Dabei muss die Offense, wie bei einem gewöhnlichen Touchdown, den Football durch Lauf- oder Passspiel in die Endzone befördern. Die Line of Scrimmage liegt hierbei je nach Liga an der 2-Yards-Linie (NFL), 3-Yards-Linie (College Football) bzw. der 5-Yards-Linie (Canadian Football). Trotz der Nähe zur Endzone funktioniert diese Variante nicht immer und wird daher meistens nur angewandt, wenn man den einen Punkt, den man im Vergleich zu einem gewöhnlichen Extrapunkt gewinnt, dringend benötigt (z. B. falls nach einem Touchdown kurz vor Schluss das angreifende Team noch 2 Punkte Rückstand hat). Unabhängig von den angewandten Regeln ist es immer möglich – zum Beispiel bei einem geblockten Field Goal Versuch oder misslungenem Snap – durch Erreichen der gegnerischen Endzone seitens des Ballträgers eine Two Point Conversion zu erzielen.

### One Point Safety
Einer der seltensten Extrapunkte ist der Safety. Wenn die Offense beim Try weder ein Touchdown noch ein Fieldgoal erzielt, erhält sie keine Punkte; es sei denn 1.) ein Spieler der Defense begeht ein Foul in seiner Endzone oder 2.) noch vor der Endzone fumbelt ein Spieler der Offense, wird ein Kick geblockt oder ein Ball abgefangen und der Ball wird anschließend von einem Spieler der Defense aus dem Spielfeld in die Endzone getragen, wo dieser getackelt wird oder den Ball ins Aus fumbelt. In diesen beiden Fällen erhält die Offense einen Punkt (Kommt ein Ball vom Spielfeld in die Endzone und wird erst dort von der Verteidigung recovert oder gefangen, gilt das als Touchback, der keine Punkte bringt).
Dieser sog. 1-Point Safety kam im College Football zweimal und in der NFL bisher noch nie vor.

## Defensive Punktgewinne
Im College Football und (seit 2015) in der NFL kann die verteidigende Mannschaft geblockte Extrapunkte bzw. interceptete bzw. gefumblete Conversions in die gegnerische Endzone zurücklaufen und bekommt dafür zwei Punkte. Stephone Anthony, ein Linebacker der New Orleans Saints, wurde der erste NFL-Spieler, dem dies gelang, als er am 6. Dezember 2015 gegen die Carolina Panthers einen geblockten Extrapunkt-Kick in die Panthers-Endzone zurücktrug.
Theoretisch möglich wäre auch die Erzielung des One Point Safetys durch die Defense. Hierzu müsste der ballführende Spieler der Offense in der eigenen Endzone getackelt werden. Aufgrund der großen Entfernung zur Endzone der Offense (bei einem geblockten PAT in der NFL etwa 80 Yards) ist dies jedoch sehr unwahrscheinlich und kam auch in der NFL noch nie vor.